# Codex Claromontanus
Il Codex Claromontanus (Gregory-Aland no. Dp o 06) è un codice manoscritto onciale del Nuovo Testamento, in lingua greca, datato paleograficamente al VI secolo.

## Descrizione
Originariamente conteneva integralmente il testo in greco e latino delle lettere di Paolo, inclusa la Lettera agli Ebrei, in 533 fogli in pergamena, di formato 24,5 x 19,5 cm. Il testo è su una sola colonna per pagina e 21 linee per colonna.
Trae il suo nome dalla cittadina francese di Clermont-Ferrand, dove fu trovato dallo studioso calvinista Teodoro di Beza.
Il codice contiene anche il Catalogus Claromontanus, composto in Occidente nel IV secolo, che elenca i libri considerati canonici con annotato il numero di righe che componeva ogni opera (sticometria). Oltre ai libri correntemente considerati canonici, la lista comprende anche la Terza lettera di Paolo ai Corinzi, gli Atti di Paolo, l'Apocalisse di Pietro, la Lettera di Barnaba, e il Pastore di Erma.
Attualmente è conservato presso la Biblioteca nazionale di Francia (Gr. 107).